# Waiting (Thursday)
Waiting is het debuutalbum van Thursday. Het album werd in 1999 uitgebracht op Eyeball.

## Track listing
1. Porcelain - 4:40
2. This Side of Brightness - 3:35
3. Ian Curtis - 3:47
4. Introduction - 1:58
5. Streaks in the Sky - 4:30
6. In Transmission - 3:41
7. Dying in New Brunswick - 4:06
8. The Dotted Line - 4:19
9. Where the Circle Ends - 3:11